# Old Yeller-Belly
Old Yeller Belly, llamado Mi fiel cobardica en España y El perro cobarde en Hispanoamérica, es un episodio perteneciente a la decimocuarta temporada de la serie animada Los Simpson, estrenado en Estados Unidos el 4 de mayo de 2003. Fue escrito por John Frink y Don Payne, dirigido por Bob Anderson y las estrellas invitadas fueron Stacy Keach como Howard K. Duff y John Kassir como él mismo.

## Sinopsis
Todo comienza cuando Bart y sus amigos, en la casita del árbol, espían la conversación de Lisa y sus amigas teniendo una fiesta del té por medio de una lata atada a un hilo, pero cuando los descubren las niñas tratan de tirar el hilo. Tras mucho forcejeo la casita cede y se derrumba. Homer decide construir una nueva usando las tablas que roba irresponsablemente de las vías de un tren, pero en vez de eso, él y Bart se la pasan haciendo travesuras con las herramientas.
Marge decide llamar a los Amish para que construyan una nueva casita del árbol para Bart. Incluso muchas personas de la ciudad vienen a la fiesta de inauguración que parece salir bien, sin embargo, como los Amish saben poco sobre electricidad, varias chispas caen ocasionando que la casa se prenda en llamas, todos salen salvo Homer quien queda atrapado dentro e inmóvil después de que la estatua de hielo que decoraba la fiesta le cayera encima de sus piernas. 
Homer llama a Ayudante de Santa para que lo ayude, pero el perro sólo rescata un pavo asado. En cambio, el gato, Bola de nieve II, lo salva, arañándole el pecho para despertarlo. 
Bola de nieve II comienza a ser reconocido como héroe en Springfield. El parque para perros es renombrado como "Parque Municipal para Gatos Bola de Nieve II". Homer declara en una entrevista que no tiene perro, y despide a Ayudante de Santa de la casa. 
Atado en el jardín, sediento, Ayudante de Santa bebe de una lata de cerveza, la cual se balanceaba sobre su nariz. Un reportero le saca una foto al perro, la cual termina en la portada del periódico de Springfield. Esto llama la atención de los propietarios de la cerveza Duff, quienes anuncian que Duffman sería reemplazado por Ayudante de Santa, como su nueva mascota: Espuma McDuff. 
Espuma McDuff hace crecer la venta de Duff, y la familia se llena de dinero. Sin embargo, toda la publicidad hace que aparezca el dueño original del perro (del episodio Simpsons Roasting on an Open Fire) a visitar a los Simpson y probar que él es el verdadero dueño, mostrando el video de la entrevista en la que Homer negaba tener perro alguno. Luego se convierte el nuevo dueño de Espuma. 
Dándose cuenta de que si hacían que Duffman reemplace a Espuma como mascota de Duff, podrían recuperar a su perro, los Simpson buscan a este, quien se había convertido en un hombre común que ayudaba a los desamparados. La familia le pide que los ayude a traer de vuelta a Ayudante de Santa en un evento de voleibol de playa patrocinado por Duff.
En el evento, Homer simula estar ahogándose, cuando en realidad estaba flotando en un barril de cerveza. Ayudante de Santa, a quien se le había ordenado rescatar a Homer, se acobarda y no lo hace, tal como Homer lo había predicho. Sin embargo, cuando Duffman aparece para salvar a Homer, divisa en el mar a un tiburón, por lo que se niega a salvarlo. El tiburón trata de morder a Homer, pero termina embriagándose al morder el barril de cerveza. La multitud de la playa comienza a vitorear al tiburón, y el dueño de Duff anuncia que el tiburón (ahora llamado Duff el Tiburón) se convertiría en la nueva mascota. Ayudante de Santa vuelve junto a los Simpson y Homer se reconcilia con él.